# Gabriele Grunewald
Gabriele Grunewald (z domu Anderson, ur. 25 czerwca 1986 w Perham, zm. 11 czerwca 2019 w Minneapolis) – amerykańska lekkoatletka specjalizująca się w biegach średniodystansowych. Halowa mistrzyni kraju w biegu na 3000 metrów z 2014, w tym samym roku uczestniczyła w halowych mistrzostwach świata oraz pucharze interkontynentalnym. Srebrna medalistka mistrzostw dywizji I NCAA w biegu na 1500 metrów z 2010.
W 2009 w jej organizmie wykryto raka ślinianki. Przez kolejne 10 lat walczyła z chorobą i pojawiającymi się w jej organizmie kolejnymi przerzutami, kontynuując karierę sportową (w oficjalnych zawodach startowała do 2017). Zmarła 11 czerwca 2019 w wyniku powikłań związanych z chorobą nowotworową.
Rekordy życiowe:
- bieg na 800 metrów – 2:01,23 (21 lipca 2015, Bellinzona),
- bieg na 1500 metrów – 4:01,48 (19 lipca 2013, Monako),
- bieg na milę – 4:27,94 (11 sierpnia 2012, Falmouth),
- bieg na 3000 metrów – 8:42,64 (26 lipca 2013, Londyn),
- bieg na 5000 metrów – 15:19,01 (3 kwietnia 2015, Palo Alto).

## Osiągnięcia
| Rok  | Impreza                   | Miejsce   | Konkurencja    | Lokata     | Wynik   |
| ---- | ------------------------- | --------- | -------------- | ---------- | ------- |
| 2014 | Halowe mistrzostwa świata | Sopot     | bieg na 3000 m | 9. miejsce | 9:11,76 |
| 2014 | Puchar interkontynentalny | Marrakesz | bieg na 3000 m | 6. miejsce | 9:05,58 |